# (38137) 1999 JH56
1999 JH56 (asteroide 38137) é um asteroide da cintura principal. Possui uma excentricidade de 0.09304290 e uma inclinação de 5.25553º.
Este asteroide foi descoberto no dia 10 de maio de 1999 por LINEAR em Socorro.